# جون رودس (سياسي)
جون رودس هو سياسي كندي، ولد في 26 سبتمبر 1929 في سو ساينت ماري في كندا، وتوفي في 25 سبتمبر 1978 في طهران في إيران. حزبياً، نشط في حزب أونتاريو المحافظ التقدمي. وقد انتخب عضو برلمان مقاطعة أونتاريو.